# Leonida II
Leonida II (in greco antico: Λεωνίδας?, Leonìdas; ... – 235 a.C.) fu re di Sparta della dinastia degli Agiadi dal 254 a.C. al 235.

## Biografia
Figlio di Cleonimo, visse per un certo periodo alla corte di Seleuco II e sposò Cratesiclea, una donna di origine asiatica, secondo Plutarco datagli in moglie da un luogotenente dello stesso re di Persia e di Siria.
Leonida divenne re di Sparta quando il precedente sovrano, Areo II, morì all'età di otto anni. Leonida era infatti il tutore del re, in quanto suo parente più prossimo.
Il re si oppose alle riforme propugnate dal collega Agide IV, della dinastia Euripontide. 
L'eforo Lisandro, che appoggiava Agide, fece valere una legge che proibiva ai re di sposare donne straniere, riuscendo a farlo deporre (dopo che, per evitare un processo, aveva abbandonato la città) e a sostituirlo col genero Cleombroto II.
Nel 240 a.C. Leonida riuscì a riacquistare il trono e fece esiliare Cleombroto e giustiziare Agide, ponendo fine al suo programma di riforme, che prevedeva l'annullamento dei debiti e la redistribuzione delle terre.
Morì nel 235 a.C. lasciando il trono al figlio Cleomene III che, spronato da sua moglie Agiatide, vedova di Agide, proseguì la politica riformatrice del collega e rivale del padre.
I fratelli di Cleomene erano Euclida, futuro collega del fratello sul trono di Sparta (unico caso nella storia della città di due membri della stessa famiglia in carica contemporaneamente), e Chilonide, la moglie di Cleombroto II.